# 陣ヶ森 (高知県)
陣ヶ森（じんがもり）は、高知県にある山である。標高1013.3m。

## 概要
土佐郡土佐町といの町との境界付近に位置する四国山地南部の山で、四国百名山の一つに選定されている。山名は、標高の割には眺望がきくこの山を戦略上の拠点とすべく、多くの領主が周辺で陣取り合戦を演じてきたことに由来する。
峯石原登山口から陣ヶ森頂上を経、さらに西方の川窪登山口方面にかけて、稜線伝いに約5キロメートルのハイキングコースが整備されており、一帯は工石山陣ヶ森県立自然公園に指定されている。住宅資材の供給源として茅場の役割を果たしていた時期もあり、山頂周辺等で見られるススキやハギなどの混生する高原草地が当時の名残を留めている。さらに同コースは全国でも有数のアセビ群生地であり、特に同コース中の最高点に当たる戸矢ヶ森から西のアセビの原生林は、静岡県の天城山に匹敵するアセビ群落であるとも言われている。

## ギャラリー

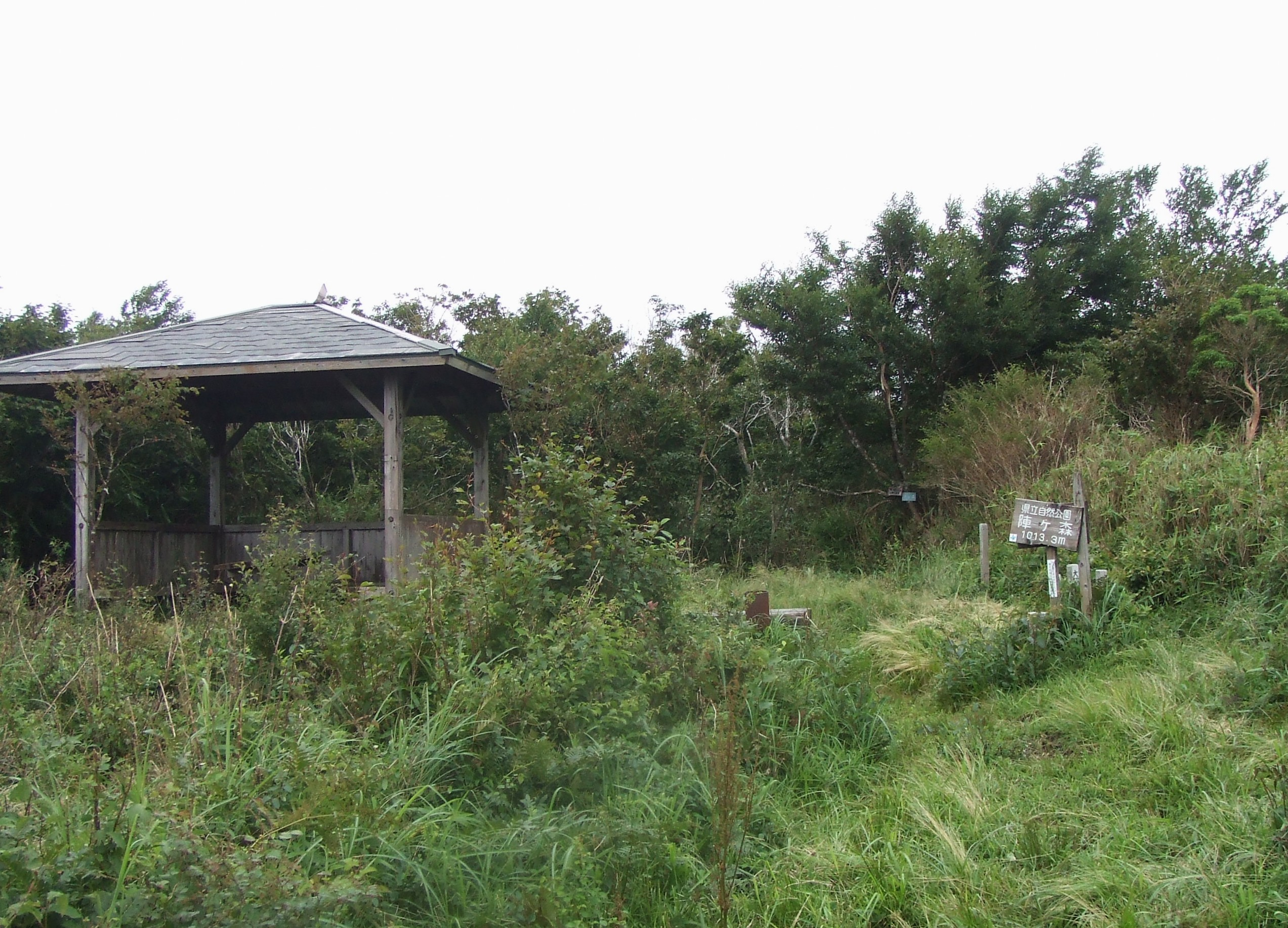
頂上